# Rusticiana
Rusticiana (łac. Diocesis Rusticianensis) – stolica historycznej diecezji w Cesarstwie rzymskim w prowincji Numidia zlikwidowana w VII w. podczas ekspansji islamskiej, współcześnie w północnej Algierii. Obecnie katolickie biskupstwo tytularne. 

## Biskupi tytularni
| Lp. | Biskup                           | Funkcja                                                 | Od                | Do             |
| --- | -------------------------------- | ------------------------------------------------------- | ----------------- | -------------- |
| 1   | Angel Adolfo Polachini Rodriguez | biskup-prałat San Fernando de Apure (Wenezuela)         | 30 listopada 1966 | 25 marca 1971  |
| 2   | Horacio Alberto Bózzoli          | biskup pomocniczy San Martín i Buenos Aires (Argentyna) | 30 marca 1973     | 11 lipca 1978  |
| 3   | John Nevins                      | biskup pomocniczy Miami (USA)                           | 25 stycznia 1979  | 17 lipca 1984  |
| 4   | Alvaro Corrada del Rio           | biskup pomocniczy Waszyngtonu (USA)                     | 31 maja 1985      | 5 grudnia 2000 |
| 5   | Arthur Roche                     | biskup pomocniczy Westminster (Wielka Brytania)         | 12 kwietnia 2001  | 16 lipca 2002  |
| 6   | Pierre Nguyễn Văn Tốt            | nuncjusz apostolski                                     | 25 listopada 2002 |                |